# Axel Hugo Theodor Theorell
Axel Hugo Theodor Theorell (Linköping, 6. srpnja, 1903. – Stockholm, 15. kolovoza, 1982.), švedski znanstvenik.
Cijelu svoju karijeru posvetio je istraživanju enzima, a Nobelove nagrade za fiziologiju ili medicinu dobio je 1955. godine za otkriće enzima oksidacije i njihovog učinka. 

## Vanjske poveznice
- (engl.)Nobelova nagrada - životopis